# Puig de Can Vilar
El Puig de Can Vilar és una muntanya de 142 metres que es troba al municipi de Calonge, a la comarca catalana del Baix Empordà.